# Cuivré des tourbières
Lycaena epixanthe
Espèce
Le Cuivré des tourbières (Lycaena epixanthe) est une espèce d'insectes lépidoptères (papillons) de la famille des Lycaenidae et de la sous-famille des Lycaeninae.

## Dénomination
Lycaena epixanthe nommé par Jean-Baptiste Alphonse Dechauffour de Boisduval et John Eatton Le Conte en 1833.
Synonymes : Polyommatus epixanthe Boisduval & Leconte, [1833]; Epidemia epixanthe ; Dyar, 1903.

### Noms vernaculaires
Le Cuivré des tourbières se nomme Bog Copper ou Cranberry-Bog Copper en anglais.

### Sous-espèces
- Lycaena epixanthe epixanthe
- Lycaena epixanthe michiganensis Rawson, 1948[1].

## Description
Le Cuivré des tourbières est un petit cuivré (d'une envergure de 17 à 20 mm) qui présente un certain dimorphisme. Le dessus des ailes du mâle est marron à reflets violets avec au milieu de chaque aile un gros point noir. D'autres taches, plus petites sont peu visibles chez le mâle, bien marquées chez les femelles.
Le revers, est d'une couleur qui varie suivant les sous-espèces, blanc, jaune pâle ou gris clair avec une bande submarginale de fins chevrons de couleur orange aux postérieures,.

### Chenille
La chenille, de couleur bleu-vert, est ornée d'une bande dorsale vert foncé et de taches elles aussi vert foncé sur les flancs,  et recouverte d'une pubescence blanche.

## Biologie

### Période de vol et hivernage
Il vole en une génération entre juin et septembre, suivant les lieux dans son aire de répartition. Il vole de mi-juin à mi-juillet à Ottawa, fin juillet à mi-août au Manitoba,.
Il hiverne à l'état chenille formée dans l'œuf.

### Plantes hôtes
Ses plantes hôte sont la Canneberge (Vaccinium oxycoccos) et la Canneberge à gros fruits (Vaccinium macrocarpon),.

## Écologie et distribution
Le Cuivré des tourbières est présent en Amérique du Nord, au Canada du Manitoba à Terre-Neuve et dans le nord-est des USA, dans les états limitrophes du Canada du Minnesota, Wisconsin, Michigan, Pennsylvanie et jusqu'au Maine,.

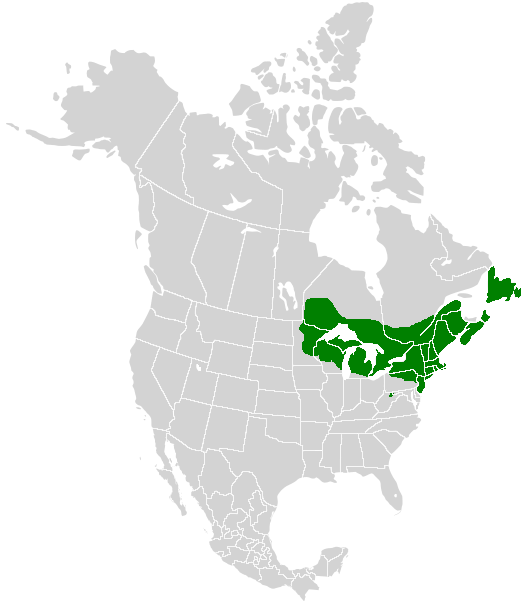
carte de localisation du Cuivré des tourbières

### Biotope
Il réside dans les tourbières.

### Protection
Pas de statut de protection particulier, mais il est nécessaire de conserver les habitats.